# Gunnar Heiberg
Gunnar Edvard Rode Heiberg (Cristiânia, atual Oslo, 18 de novembro de 1857 – Oslo, 22 de fevereiro de 1929) era um norueguês poeta, dramaturgo, jornalista e crítico de teatro.

## Vida pessoal
Ele nasceu em Christiania, filho do juiz Edvard Omsen Heiberg (1829–1884) e sua esposa Minna (Vilhelmine) Rode (8 de junho de 1836 - 1917).
Ele foi casado com a atriz Didrikke Tollefsen (1863–1915), que conheceu em Bergen, entre 1º de abril de 1885 e 1896. Em 15 de abril de 1911 ele se casou com Birgit Friis Stoltz Blehr (1880–1933). Através da irmã de sua segunda esposa, ele era cunhado de Sigurd Bødtker.

## Carreira
Heiberg concluiu o ensino médio em 1874 e matriculou-se nos estudos de direito. Tendo feito amizade com Gerhard Gran, ele foi influenciado por Charles Darwin, Georg Brandes e Johan Sverdrup. Tornou-se um radical cultural e estreou-se como poeta em 1878. No outono daquele ano, passou uma temporada em Roma, junto com Henrik Ibsen e Jens Peter Jacobsen. Sua primeira peça, Tante Ulrikke, foi escrita em 1877, finalmente impressa em 1884, mas não encenada até 1901. Sua primeira peça a chegar ao palco foi Kong Midas, com estreia no Royal Danish Theatre de Copenhage 1890.
De 1880 a 1882 ele trabalhou como jornalista no Dagbladet. Posteriormente, foi jornalista no Verdens Gang de 1896 a 1903 e correspondente em Paris desse jornal de 1897 a 1901 (durante o caso Dreyfus, entre outros). Ele também era um crítico de teatro. De 1884 a 1888, foi o diretor artístico do teatro Den Nationale Scene em Bergen. Ele renunciou quando o diretor do teatro e a diretoria se recusaram a encenar a peça Kongen de Bjørnstjerne Bjørnson. Suas peças mais conhecidas são Balkonen (A varanda, 1894) e Kjærlighedens Tragedie (A tragédia do amor, 1904).

### Sentimentos anti-suecos
Heiberg era hostil a Oscar II, rei da união pessoal entre a Suécia e a Noruega. Em 1896 ele escreveu o livro Hs. Majestæt, publicado originalmente como uma série de artigos na Verdens Gang. O livro foi altamente crítico em relação ao Oscar II, decorrente de uma notícia de que o rei, durante a procissão em Støren, havia pessoalmente arrancado o chapéu da cabeça de um fazendeiro. Quando o livro foi impresso, a editora Olaf Norlis Forlag não se atreveu a colocar seu nome na capa. Não muito depois, a editora foi ameaçada com medidas legais. Quase todas as 1 100 cópias foram aniquiladas na autocensura.
Em 1905, Heiberg se destacou como um agitador pela dissolução da união entre a Noruega e a Suécia. Na estreia de Kjærlighedens Tragedie, em 16 de janeiro de 1905, Heiberg fez um discurso contra o sindicato, afirmando que uma continuação pacífica das atuais condições entre a Suécia e a Noruega era impossível. Heiberg estava inflexível de que a única solução aceitável seria um Estado norueguês livre e independente, e que nenhum acordo poderia ser feito a esse respeito. Esteve presente no evento o primeiro (1900–1902), o Ministro da Defesa do Partido Liberal da Noruega, Georg Stang, a quem Heiberg admirava muito por seu trabalho na construção de muitas das fortificações defensivas ao longo da fronteira norueguesa-sueca. Após a conclusão de seu discurso, Heiberg atravessou a sala até onde o Coronel Stang estava sentado, brindou-o, colocou seu braço em volta do pescoço de Stang e exclamou: "Eu te amo".  A dissolução ocorreu, mas Heiberg também se opôs ao Tratado de Karlstad, cujas condições ele considerou "humilhantes". Um dos principais pontos de contenda de Heiberg com o Tratado de Karlstad foi a aceitação norueguesa de desmantelar as fortificações da fronteira, escrevendo no Dagbladet 13 de setembro de 1905 que "uma guerra honrosa é muito menos úmida e repugnante do que uma paz desonrosa". Além disso, como republicano, ele não queria que uma nova monarquia ascendesse ao trono; isso aconteceu após o plebiscito da monarquia norueguesa de 1905. Discursos coletivos sobre todos esses tópicos foram publicados em 1923 com o título 1905 . Em 1912, Heiberg atacou Christian Michelsen, um republicano que trabalhou para dissolver a união, mas defendeu a monarquia, na peça Jeg vil værge mit land (Eu irei / quero defender meu país).
A partir de 1923, ele recebeu bolsa de estudos do estado. Ele morreu em novembro de 1929 em Oslo e está enterrado em Vestre gravlund.